# ایستریگز
ایستریگز (به انگلیسی: Eastriggs) یک روستا در بریتانیا است که در دامفریس و گالووی واقع شده‌است. ایستریگز ۱٬۶۸۳ نفر جمعیت دارد.